# 曼谷半岛酒店
曼谷半岛酒店（英語：The Peninsula Bangkok）是一家位于泰国曼谷昭披耶河沿岸的五星级酒店。

## 历史
1998年开业，共有37层367间房。酒店由香港上海大酒店和Phataraprasit家族各持股50%，2020年香港上海大酒店买下剩下的50%股权。